# لطیفه شاد
«لطیفه شاد» (فرانسوی: Le Chiffonnier‎) یک فیلم کوتاه صامت در فرمت سیاه‌وسفید به کارگردانی ژرژ ملی‌یس است که در سال ۱۸۹۶ منتشر شد.
این فیلم هم‌اکنون، یک فیلم گمشده است.